# Добропасове
Добропа́сове (до 06.12.2017 — Червоний Лиман) — село в Україні, у Синельниківському районі Дніпропетровської області. Входить до складу Покровської селищної громади. Населення становить 475 осіб.

## Географія
Село Добропасове розташоване на лівому березі річки Вовча, нижче за течією на відстані 1 км розташоване село Олександрівка, на протилежному березі — селище Покровське та село Ягідне (нежиле).

## Історія
Розташоване на Лівобережжі річки Вовча, яка утворює тут невеличку заплаву. Біля неї у кінці 1920-х років вихідці з «Глиняної» — району Покровського, створили хутір, а з нього й село Червоний Лиман. На початку та в кінці села коли розливалася річка збиралася вода, тому село вирішили назвати Лиман, а на сході та заході сонця вода в лиманах ставала червоною тому і вирішено було назвати село Червоний Лиман.
Біля села знаходиться курган бронзової доби
До 2016 року орган місцевого самоврядування — Олександрівська сільська рада.

## Сучасність
6 грудня 2017 р. стало відомо, що село Червоний Лиман було перейменоване на Добропасове. Така назва була обрана на честь Сергія Добропаса — уродженця цього села, військовослужбовця 25-ї окремої повітрянодесантної бригади, що загинув 14 червня 2014 року в збитому бойовиками під Луганськом українському військовому літаку Іл-76.
12 червня 2020 року, відповідно до розпорядження Кабінету Міністрів України № 709-р від «Про визначення адміністративних центрів та затвердження територій територіальних громад Дніпропетровської області», увійшло до складу Покровської селищної громади.
19 липня 2020 року, в результаті адміністративно-територіальної реформи і ліквідації Покровського району, село увійшло до складу новоутвореного Синельниківського району.

## Об'єкти соціальної сфери
- Фельдшерсько-акушерський пункт.